# Aser
Aser (hebr. אָשֵׁר) – postać biblijna z Księgi Rodzaju, syn Jakuba i niewolnicy Zilpy, następnie adoptowany przez żonę Jakuba - Leę.
Miał sześciu synów oraz jedną córkę (Serach). Od niego wywodzi się jedno z dwunastu pokoleń Izraela. Według tradycji dożył 123 lat.